# Gliomastix cerealis
Gliomastix cerealis är en svampart som först beskrevs av Petter Adolf Karsten, och fick sitt nu gällande namn av C.H. Dickinson 1968. Gliomastix cerealis ingår i släktet Gliomastix, ordningen köttkärnsvampar, klassen Sordariomycetes, divisionen sporsäcksvampar och riket svampar.   Inga underarter finns listade i Catalogue of Life.